# گووژدا
گووژدا (به لاتین: Govezhda) یک منطقهٔ مسکونی در بلغارستان است که در شهرستان گئورگی دامیانوو واقع شده‌است.